# Platocoelotes globosus
Platocoelotes globosus là một loài nhện trong họ Amaurobiidae.
Loài này thuộc chi Platocoelotes. Platocoelotes globosus được Yajun Xu & S. Q. Li miêu tả năm 2008.